# Мадона Марина
Мадона Марина је насеље у Италији у округу Сиракуза, региону Сицилија.
Према процени из 2011. у насељу је живело 83 становника. Насеље се налази на надморској висини од 83 м.